# Seulement par amour : Jo

Seulement par amour : Jo (en italien : La moglie nella cornice) est un téléfilm franco-italien sorti en 1991. C'est le second épisode de la trilogie Seulement par amour. Il fait suite à Seulement par amour : Clara et précède Seulement par amour : Francesca.

## Synopsis
Une top modèle fait la connaissance du fils de l'avocat en amitié.

## Fiche technique
Sauf indication contraire, les informations mentionnées dans cette section peuvent être confirmées par la base de données cinématographiques IMDb,  présente dans la section « Liens externes ».
- Titre français : Seulement par amour : Jo[1]
- Titre original : La moglie nella cornice
- Réalisation : Philippe Monnier
- Scénario : Gianfranco Clerici, Vincenzo Mannino, Maria Venturi d’après le roman de Maria Venturi, La moglie nella cornice
- Photographie : Roberto Venturi
- Montage : Gianfranco Amicucci
- Musique : Guido et Maurizio De Angelis
- Production : Giuseppe Giacchi, Aldo U. Passalacqua,
- Pays d'origine :  France -  Italie -  Allemagne de l'Ouest
- Langue de tournage : italien
- Format : Couleur - 1,33:1 - Son stéréo
- Durée : 300 minutes
- Genre : Film sentimental
- Date de diffusion :
  - France : 5 mars 1991

## Distribution
- Corinne Touzet : Joanna Dolce, dite « Jo »
- Giuliano Gemma : Alberto Fortis
- Marc de Jonge : Jacques
- Daniela Poggi : Dora Ratti
- Mattéo Mobilia : Pietro Fortis
- Hélène Surgère : Dr Chenot

## La TrilogieSeulement par amour
- 1990 : Seulement par amour : Clara (La storia spezzata)
- 1991 : Seulement par amour : Jo (La moglie nella cornice)
- 1992 : Seulement par amour : Francesca (Il cielo non cade mai)